# Lamezia Terme
Lamezia Terme és un municipi italià a la província de Catanzaro, a la regió de Calàbria. Ocupa una superfície de 162,43 quilòmetre quadrat i tenia 67,026 habitants a l'1 gener 2023. El municipi de Lamezia Terme va ser creat el 4 de gener de 1968 com a resultat de la unió administrativa dels anteriors municipis de Nicastro, Sambiase i Sant'Eufemia Lamezia.
Dins el territori municipal hi ha les restes de l'antiga colònia grega de Terina.
El municipi té una notable importància agrícola, comercial, industrial i infraestructural per la seva posició central a la regió. És la seu de l'Aeroport internacional de Lamezia Terme, el més important de la regió.

## Geografia

### Localització i territori
Lamezia Terme és la ciutat amb la major extensió territorial de tota la província de Catanzaro, i la vuitena de la Calàbria.
La ciutat de la plana és aproximadament a mig camí entre la costa tirrènica i els Apenins calabresos, a l'extrem occidental de l'istme de Catanzaro, la franja de terra més estreta de la península itàlica, on la mar Tirrena amb prou feines és a uns trenta quilòmetres en línia recta de la Mar Jònica.
El territori municipal comprèn vuit quilòmetres de la costa dels Feaci al golf de Sant'Eufemia, una part de la plana lametina i de les zones de turons i muntanyes que s'estenen fins al Monte Mancuso. L'altitud varia de 0 a 1311 metres sobre el nivell del mar.
El riu Amato és un dels principals cursos d'aigua. Al llarg dels mil·lennis ha format la plana de Sant'Eufemia, i alguns afluents, els torrents Cantagalli, Piazza i Canne. A més, hi ha el torrent Bagni, conegut per les aigües sulfuroses de les termes de Caronte, i el torrent Zinnavo, que marca la frontera amb el municipi de Gizzeria.

## Economia

### Agricultura
Lamezia Terme té una tradició agrícola molt arrelada, coneguda per la producció de diferents varietats de cultius típics mediterranis. Les produccions més populars són:
- oliveras, principalment de la varietat Carolea, de la qual es produeix l'oli d'oliva Lametia DOP de gust fort típic;
- vinyas de raïm, a partir de la qual es produeixen vins excel·lents, incloent sis vins Lamezia DOC: Lamezia blanc, Lamezia rosat, Lamezia negre, Lamezia novello, Lamezia negre reserva i Lamezia Greco;
- castanyers i faigs;
- diverses plantes herbàcies com el blat, la civada i el blat de moro;
- diferents espècies de cítrics, incloses les reconegudes clementines de Calàbria DOP.

### Indústria
La zona industrial "Papa Benedetto XVI" ocupa una superfície d'unes 1.100 hectàrees i és la més gran del Sud d'Itàlia després de la de Bagnoli.

### Clima
| Paràmetres climàtics mitjans de l'estació meteorològica de l'aeroport de Lamezia Terme (1961-1990) | Paràmetres climàtics mitjans de l'estació meteorològica de l'aeroport de Lamezia Terme (1961-1990) | Paràmetres climàtics mitjans de l'estació meteorològica de l'aeroport de Lamezia Terme (1961-1990) | Paràmetres climàtics mitjans de l'estació meteorològica de l'aeroport de Lamezia Terme (1961-1990) | Paràmetres climàtics mitjans de l'estació meteorològica de l'aeroport de Lamezia Terme (1961-1990) | Paràmetres climàtics mitjans de l'estació meteorològica de l'aeroport de Lamezia Terme (1961-1990) | Paràmetres climàtics mitjans de l'estació meteorològica de l'aeroport de Lamezia Terme (1961-1990) | Paràmetres climàtics mitjans de l'estació meteorològica de l'aeroport de Lamezia Terme (1961-1990) | Paràmetres climàtics mitjans de l'estació meteorològica de l'aeroport de Lamezia Terme (1961-1990) | Paràmetres climàtics mitjans de l'estació meteorològica de l'aeroport de Lamezia Terme (1961-1990) | Paràmetres climàtics mitjans de l'estació meteorològica de l'aeroport de Lamezia Terme (1961-1990) | Paràmetres climàtics mitjans de l'estació meteorològica de l'aeroport de Lamezia Terme (1961-1990) | Paràmetres climàtics mitjans de l'estació meteorològica de l'aeroport de Lamezia Terme (1961-1990) | Paràmetres climàtics mitjans de l'estació meteorològica de l'aeroport de Lamezia Terme (1961-1990) |
| Mes                                                                                                | Gen.                                                                                               | Feb.                                                                                               | Mar.                                                                                               | Abr.                                                                                               | Mai.                                                                                               | Jun.                                                                                               | Jul.                                                                                               | Ago.                                                                                               | Set.                                                                                               | Oct.                                                                                               | Nov.                                                                                               | Des.                                                                                               | Anual                                                                                              |
| -------------------------------------------------------------------------------------------------- | -------------------------------------------------------------------------------------------------- | -------------------------------------------------------------------------------------------------- | -------------------------------------------------------------------------------------------------- | -------------------------------------------------------------------------------------------------- | -------------------------------------------------------------------------------------------------- | -------------------------------------------------------------------------------------------------- | -------------------------------------------------------------------------------------------------- | -------------------------------------------------------------------------------------------------- | -------------------------------------------------------------------------------------------------- | -------------------------------------------------------------------------------------------------- | -------------------------------------------------------------------------------------------------- | -------------------------------------------------------------------------------------------------- | -------------------------------------------------------------------------------------------------- |
| Temperatura diària màxima °C (°F)                                                                  | 13,8 (56,8)                                                                                        | 14,2 (57,6)                                                                                        | 15,9 (60,6)                                                                                        | 17,8 (64)                                                                                          | 21,9 (71,4)                                                                                        | 25,9 (78,6)                                                                                        | 28,6 (83,5)                                                                                        | 29,2 (84,6)                                                                                        | 26,9 (80,4)                                                                                        | 23,0 (73,4)                                                                                        | 18,6 (65,5)                                                                                        | 15,2 (59,4)                                                                                        | 20,9 (69,6)                                                                                        |
| Temperatura diària mínima °C (°F)                                                                  | 5,7 (42,3)                                                                                         | 5,5 (41,9)                                                                                         | 7,0 (44,6)                                                                                         | 8,7 (47,7)                                                                                         | 12,1 (53,8)                                                                                        | 15,6 (60,1)                                                                                        | 18,1 (64,6)                                                                                        | 18,1 (64,6)                                                                                        | 15,6 (60,1)                                                                                        | 12,9 (55,2)                                                                                        | 9,4 (48,9)                                                                                         | 6,6 (43,9)                                                                                         | 11,3 (52,3)                                                                                        |
| Precipitació total mm (polzades)                                                                   | 93 (3,7)                                                                                           | 105 (4,1)                                                                                          | 91 (3,6)                                                                                           | 68 (2,7)                                                                                           | 45 (1,8)                                                                                           | 18 (0,7)                                                                                           | 17 (0,7)                                                                                           | 15 (0,6)                                                                                           | 39 (1,5)                                                                                           | 103 (4,1)                                                                                          | 111 (4,4)                                                                                          | 120 (4,7)                                                                                          | 824 (32,4)                                                                                         |
| Font:                                                                                              | | | | | | | | | | | | | |

## Demografia
Les dades anteriors a 1969 fan referència als tres municipis de Sambiase, Nicastro i Sant'Eufemia, abans de la creació del municipi de Lamezia Terme.

### Minories estrangeres
L'1 de gener de 2022, 4795 ciutadans estrangers resideixen als municipis de Lamezia Terme, el que correspon al 7,9% de la població total. Les nacionalitats més Representades van ser:
| 1. Regne de Marroc: 1079 · 2. Romania: 804 · 3. Ucraïna: 380 · 4. República Popular de la Xina: 330 · 5. Bangladesh: 267 | 6. República Federal de Nigèria: 187 · 7. República de l'Índia: 147 · 8. República de l'Iraq: 105 · 9. República de Bulgària: 81 · 10. República de Polònia: 74 |

## Cultura

### Arquitectura

#### Arquitectura civil
- Palazzo D'Ippolito, un complex setcentista expressió del tardà barroc meridional. Es va construir devers l'any 1763, quan el noble Felice d'Ippolito hi va adquirir una sèrie d'edificis. A l'entrada hi ha un fresc del pintor Francesco Colelli, on es representen amorets i l'escut heraldic de la família d'Ippolito. El palau es distingeix també per la decoració exuberant en estuc de la façana, que en certa manera l'assimila a l'arquitectura austriohungaresa. La decoració del davant, de fet, està modelada sobre elaborats patrons decoratius rococó que no tenen analogies estrictes amb exemples napoletans, però en l'àrea meridional es relaciona només amb alguns edificis sicilians.[6]
- Palazzo Statti, un edifici del segle XVIII de la noble família Statti situat al barri històric de San Teodoro, un clar exemple d'arquitectura tardo barroca i un dels edificis més representatius del segle XVIII a Calàbria. La façana principal, composta per petits balcons amb baranes estilitzades, està ricament decorada amb intarsis en forma de conquilles i ventalls que coronen tot el perímetre de l'edifici, on es van alternant seqüencialment els contraforts còncaus i rítmats. El sostre és de voladís de teules. El monumental portal d'accés, en pedra granítica, expressa un arc de formes suaus i elaborades.[7][8]
- Complex Monumental de San Domenico
- La casa del poeta hermètic Franco Costabile
- La casa del filòsof Francesco Fiorentino
- El teatre Grandinetti
- El teatre Umberto
- Palazzo Giovanni Nicotera, seu de la biblioteca municipal "Oreste Borrello"

#### Arquitectura militar

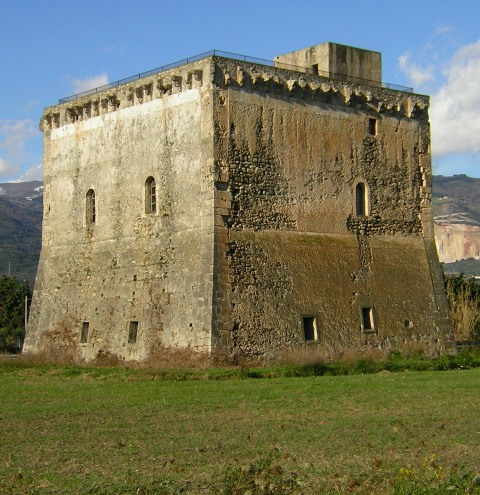
El Baluard de Malta

- El Baluard de MaltaEl Baluard de Malta (Bastione di Malta), que pren el nom de l'ordre dels Cavallers de Malta, al qual va ser assignat. Es va construir el 1550, quan per fer front a les contínues incursions dels pirates sarraïns de l'Imperi Otomà, que amenaçaven la seguretat i el comerç de les ciutats costaneres, el virrei de Nàpols, Pedro de Toledo, per ordre del rei de Castella, va imposar a les comunitats el reforçament, a les seves despeses, del sistema de defensa costaner. El baluard apareix a l'escut de la Ciutat de Lamezia Terme, en una forma estilitzada.[9]El barri de San Teodoro amb el castell normando-sueu

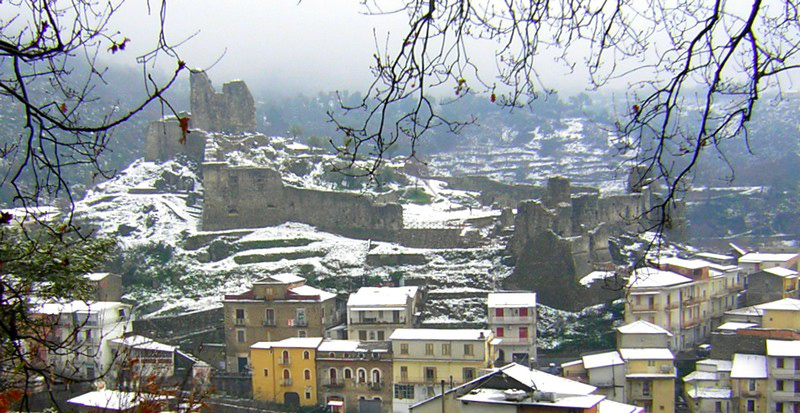
El barri de San Teodoro amb el castell normando-sueu

- El Castell normando-sueu de San Teodoro: va ser construït cap a la meitat del segle XI pels Normands per defensar la plana de Sant'Eufemia dels possibles invasors. Posteriorment, va ser ampliat per l'imperator del Sacre Imperi Romanogermànic Frederic II, i a l'interior es van construir també alguns barracs que després es van convertir en presó. Va ser greument danificat pel terratrèmol del 1638.[10]

#### Arquitecutra religiosa

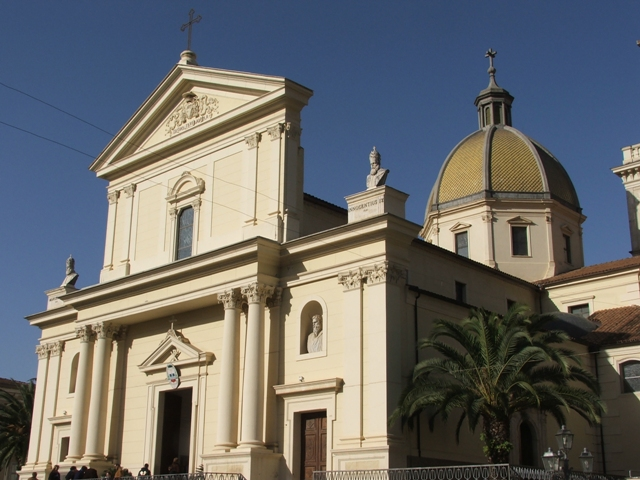
Façana de la catedral dels Sants Pere i Pau.

- La Catedral dels Sants Pere i Pau (Cattedrale dei Santi Pietro e Paolo), fundada per la comtessa Eremburga al voltant del 1100, en estil normand. Danyada més d'una vegada pels terratrèmols, fou completament destruïda amb el terratrèmol del 1638 i reconstruïda encara més gran, en estil barroc, pel bisbe Giovan Tommaso Perrone, amb ampliació de l'edifici, completada el 1642. A l'interior es poden admirar un retaule a la Capella del Santíssim Sagrament que representa el sopar del Senyor i va ser realitzat pel pintor Francesco Colelli el 1762, a més d'una creu processionera del segle XVIII i uns bustos daurats dels Sants Pere i Pau.
- L'Església Mare de Sant Pancraç (coneguta com ara Chiesa Matrice), esmentada en un document de 1595 amb el nom de Arciprestal de Sant Pancraç, fou més d'una vegada destruïda i reconstruïda a causa de diversos terratrèmols. Inicialment dedicada a la Mare de Déu de les Gràcies, té tres naus, nou altars i una cúpula amb treballs en estuc preuats. Es conserven molts frescos i obres atribuïdes al Pallone i a Mattia Preti, que van ser robades en els anys per lladres. En el cor es poden admirar quatre frescos que són, el Profeta David, el Sopar del Senyor, Sant Pancraç i la Mare de Déu amb el Nen. Es conserven moltes estàtues de notable valor, entre elles la Mare de Déu de les Gràcies, Sant Pancrazi i el Sagrat Cor de Jesús a l'altar del Santíssim Sagrament.[11][12]Façana de l'Església Mare de Sant Pancraç

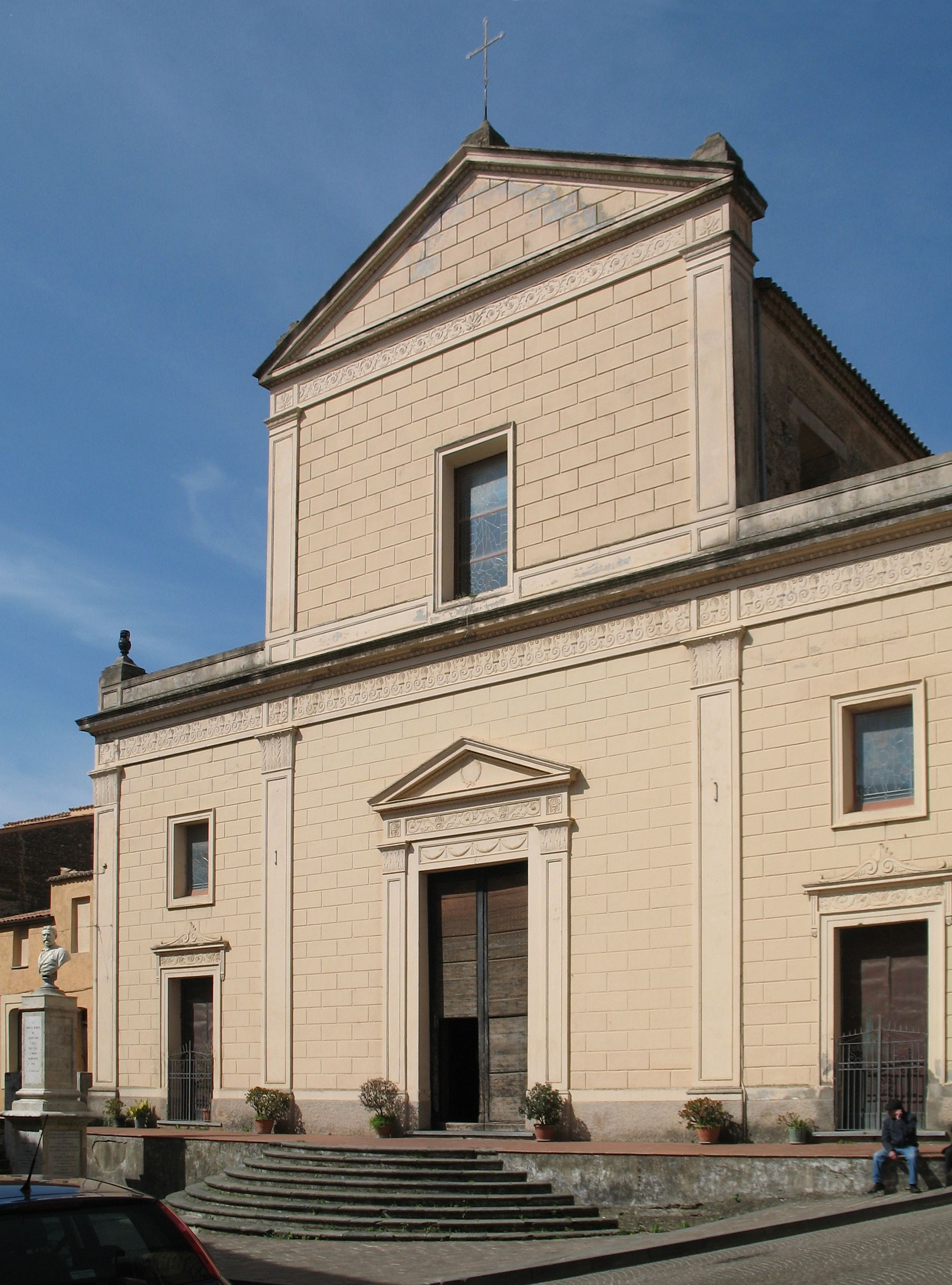
Façana de l'Església Mare de Sant Pancraç

- El Santuari de Sant Antoni de Pàdua, administrada pels frares menors caputxins, amb annex el convent, construït després del terratrèmol del 1638. Inicialment de una sola nau, conserva a l'interior, sobre l'altar major, una gran tela amb la Mare de Déu dels Àngels, Sant Francesc d'Assís i Innocenci III. De notable valor és el quadre de Sant Antoni datat el 1664, obra del pintor Giacomo Stefanone. A la nau dedicada a Sant Antoni hi ha una pintura d'Andrea Cefaly que representa la Immaculada Concepció.
- El Santuari de Sant Francesc de Paula: l'església, coneguda antigament amb el nom d'església de la Mare de Déu dels Malalts, data de la segona meitat del segle XV. El 20 de juny de 1508, l'arxidiaca de la catedral Giovanni De Senatorelli concedeix l'existent església i el convent annex a l'Orde dels Mínims de Sant Francesc de Paola. Els pares Minims l'adquireixen oficialment el 3 d'abril de 1520. Per agrair el donant quan va morir el 1522, els frares van enterrar els seus restes dins de l'església mateixa. El terratrèmol del 1638 la va destruir completament i després es va reconstruir i ampliar amb les ofertes dels ciutadans. Després del terratrèmol el poble va demanar que sant Francesc fos proclamat patró de Sambiase, i així, amb el decret del 12 de juliol de 1664, sant Francesc va ser proclamat patró de Sambiase iuxta preces pel papa Urbà VIII. Els Minims van romandre fins al 1866, any en què van haver de deixar-ho a causa de les continuades supressions, per després tornar-hi ocasionalment fins al 1955, any en què l'església de Sant Francesc es va convertir en parròquia amb els Minims. El 2 de juny de 2017 l'església de Sant Francesc de Paola va ser elevada a santuari diocesà pel bisbe de Lamezia Terme Luigi Antonio Cantafora, durant la celebració de la festa en honor de Sant Francesc. A l'interior de l'església es custodien el bust de fusta de Sant Francesc i l'estàtua de la Mare del Miracle.[13]
- L'Església de la Mare del Carme (Chiesa del Carmine): d'acord amb un bollar carmelità, es constata que Monsenyor Antonio Facchinetti, més tard amb l'aprovació del papa Innocenci IX, va fundar el Convent del Carme al 1566 en un lloc on hi havia les runes d'una petita església dedicada a sant Joan, que havia pertangut als Benedictins de Sant'Eufemia. L'església va ser remodelada a la fi del segle XVIII amb l'estructuració de la volta i dels estucs que a l'interior inclouen pintures murals i a l'exterior envolten les finestres de la paret dreta. Al 1809, amb un decret, va ser confiada als Pares Mínims, que van oficiar-hi fins al 1886, quan, per la incorporació dels béns conventuals al Domini Públic, ordenada per l'Estat italiá unitari, aquests religiosos van haver de marxar. Al 1887, l'Estat va lliurar el conjunt edificat al Municipi, que va fer servir part del convent com a presó mentre l'església es va tornar a obrir al culte.[14]

- El Santuari de Sant Francesc de Paula a Sambiase.
- La Chiesa dell'Immacolata (lit. ‘Església de la Imaculada Concepció’)
- La Chiesa dell'Annunziata
- L'Església de la Mare del Carme

### Museus
- El museu arqueològic, que acull nombrosos objectes trobats en diferents llocs de la plana lametina a través dels quals és possible seguir les dinàmiques històriques del territori des del Paleolític fins a la baixa edat mitjana. Està dividit en tres seccions que representen la prehistòria, l'època clàssica i la edat mitjana. En la secció prehistòrica, s'exhibeixen objectes del Paleolític calabrès (principalment un conjunt d'eines procedents de Casella di Maida, fa entre 700.000 i 500.000 anys) i del Neolític. La secció clàssica ofereix al visitant l'oportunitat d'admirar els materials recuperats al poble de Sant'Eufemia Vetere i atribuïbles al nucli habitat de Terina de la segona meitat del segle IV aC. Entre els objectes destaca l'anomenada hidria de Cerzeto (380-370 aC), un gran vas amb figures vermelles amb una escena de gineceu. La secció medieval recull el fruit de les excavacions realitzades als anys noranta al castell normando-sueu de Nicastro.[15]
- El museu diocesà d'art sacre, que tè l'objectiu de documentar els esdeveniments de la diòcesi de Lamezia Terme. L'objecte més antic conservat en el museu és una caixa de vori pintada del segle XII d'una botiga àrab-siciliana. Cal assenyalar, entre els més significatius des del punt de vista històric artístic, els braços reliquiari de Sant Joan Baptista i de Sant Esteve protomàrtir, vinculats a la història secular de l'orde dels Cavallers de Malta i de la batllia de Sant'Eufemia, datables al segle XV i d'origen del Orient Pròxim. Altres objectes valuosos inclouen: una caixa de perla del segle XVII, el bastó episcopal del 1655 del bisbe Perrone i dues creus del segle XVIII. A més, es conserven en el museu l'escultura del segle XV de la Verge de les Gràcies de Domenico Gagini, les estàtues de fusta de l'Anunciació, el bust de Sant Martí del segle XVI, el gran pintura sobre taula de la Mare de Déu entre Sant Lluc i Sant Esteve (coneguda com a Pala della Veterana), el tela de Sant Francesc d'Assís atribuïda a Mattia Preti i el de l'Assumpció de l'escola del Maratta. També es custodien dues boniques pintures del segle XVIII provinents de l'església de Zangarona. Molt significatives són les pintures del pintor Francesco Colelli, que abasten un període de 20 anys, des del 1762 fins al 1782.[16]

## Personatges rellevants
- Felice Natalino, futbolista de l'Inter de Milà i deHellas Verona Football Club
- Giovanni Nicotera, polític i patriota italiá
- Arturo Perugini, senador i "pare" de la ciutat (defensor de l'unificació dels tres pobles de Nicastro, Sambiase i Sant'Eufemia)
- Franco Costabile, poeta hermètic
- Francesco Fiorentino, filòsof del segle XIX
- Amalia Bruni, neuròloga descobridora de la proteïna nicastrina